# Jean de Brée
 (juillet 2025).
Motif : pas de sources récentes + notoriété non démontrée
- Archive Wikiwix
- Bing
- Cairn
- DuckDuckGo
- E. Universalis
- Gallica
- Google
- G. Books
- G. News
- G. Scholar
- Persée
- Qwant
- (zh) Baidu
- (ru) Yandex
- (wd) trouver des œuvres sur Wikidata

| 1. | Préciser le motif de la pose du bandeau. | Précisez le motif de la pose du bandeau en utilisant la syntaxe suivante : {{admissibilité à vérifier\|date=août 2025\|motif=remplacez ce texte par le motif}}                    |
| 2. | Informer les utilisateurs concernés.     | Pensez à avertir le créateur de l'article, par exemple, en insérant le code ci-dessous sur sa page de discussion : {{subst:avertissement admissibilité à vérifier\|Jean de Brée}} |

Armes des Brée : d'argent à deux fasces de sable au sautoir de gueulles brochant sur le tout

Jean de Brée, chevalier seigneur de Fouilloux, Montchevrier, Saint-Denis-du-Maine, Saint-Loup, Poillé, paroisse de Contest, au duché de Mayenne, de la Marie en Alexain, et du Douet Sauvage. 

## Biographie
Fils de Guillaume II de Brée et de Jeanne de Scépaux, il reçut en 1423 l'aveu de Marpalu que Guillaume de Couesmes lui rendit à cause de Philippe d'Abattant, sa femme, fille de Guillaume.
En 1415, il rendit celui de Saint-Denis au duc d'Alençon, seigneur de Bazougers, dont cette terre était tenue, et acquit en 1444, de Guillaume Pletun, seigneur de Feustillé, neuf jalais de vin sur les vignes de Basse-Couture, en Quelaines.
Thibault de Lucé, évêque de Maillezais, lui fit apparoir grâce du roi, à commencer au 19 janvier 1451, jusqu'au mois de décembre suivant, pour venir aux assises de Saint-Denis, à raison de ses terres du Lucé et de la Bahoullière. 
L'an 1453 Jeanne de Champlais, dame de Souvré, (Bazougers), comme bail de ses enfants mineurs, issus d'elle et de Jean de Falais, écuyer, seigneur du Coudray, lui fit hommage à raison du dit lieu. Robinet de la Fontaine lui rendit aveu de Marpalu en 1457, et Guillaume Nepveu à raison de certaines terres en Saint-Georges-le-Feschal.
L'an 1459, Jacques de Mondamer à cause du petit Tertre.
L'an 1460, Jean de Varennes, seigneur du dit lieu, paroisse de Feneu, près Angers, lui fit foi et hommage pour Lucé et la Bahoullière, tant de ce qu'il en tenait en ligne maternelle, que dans la quatrième partie des acquest faits par rev. Père en Dieu Thibault de Lucé, évêque de Maillezais.
Au même temps, noble homme Jean de Maillé, demeuré bail des enfants mineurs de feu Jean de Falais, seigneur du Coudray, et de Jeanne de Champlais, remariée au dit de Maillé, lui fit foi et hommage pour le Coudray et le Creuillis. Par ce second mariage la terre de Souvré passa dans cette famille de Maillé.
Simon Auvé, seigneur de Sougé, de Brouassin, du Plessis-Bourreau et du Genetay, lui rendit aveu de Savigné, en 1462.
Jean de Brée fit accord avec Jean de Scepeaux III, seigneur du dit lieu, et ensuite avec Jeanne de la Haye, sa femme demeurée veuve, à raison de la propriété du Douet Sauvage (en Bierné), par acte du 5 sept. 1468.
Jean de Baubigné, écuyer, procureur de Crespine de la Tousche, lui fit obéissance en 1471 à raison de la Pilavenière (la Bazouge-de-Chemeré). Hector de Cervon, écuyer, seigneur des Arcis, lui rendit aveu de la Morinière en 1473. Jean de Varennes lui fit en la même année faction d'hommage pour la terre et seigneurie de Lucé, et Jeanne de la Douce, veuve de noble homme Jean Barbot, pour Buru (en la Cropte).

## Famille
Jean de Brée prit alliance avec Simonne de la Maurière, dame de Poillé, de Saint-Loup, et de la Marie d'Alexain ; d'où sont issus :
1. Guyon de Brée
2. Michel de Brée, écuyer, seigneur de Poillé, qui vivait en 1499, ainsi qu'il paraît au contrat de Gilles de Brée, son neveu ; il prit alliance avec Jeanne le Maire[5], veuve de René de la Vausselle, seigneur d'Andray et de Beaulieu ; ce qui est justifié dans une remembrance de la Rongère, II mourut sans postérité.
3. René de Brée, connu sous le titre de seigneur de Montchevrier et dont le nom est remarqué sur l'état de la maison de Laval. Il épousa Marie de Saint-Benoist, sœur germaine de Catherine, femme de Imbert Grenier, écuyer, nièces toutes les deux de Marie de Saint-Benoist, femme d'Ambroise le Cornu II, , seigneur de la Courbe. La postérité de René est inconnue, il ne paraît pas qu'il en ait eu ou qu'elle ait été de longue durée.
4. Jean de Brée II, seigneur de Saint-Michel, comparut en 1496, aux assises de Saint-Denis en qualité de procureur de Jeanne Chaudemanche, veuve de Jean de Billy, écuyer, seigneur du dit lieu et d'Argences, issu des barons de Courville ; le dit Jean de Brée fait foi et hommage à Guyon de Brée à raison de Marpalu qui appartenait à lad. Chaudemanche. Il fut ecclésiastique et bénéficier.
5. Gervais de Brée, aussi ecclésiastique, est remarqué dans une remembrance de la Rongère à raison d'une prestimonie desservie dans l'église de la Trinité de Laval.
6. Andrée de Brée qui fut conjointe par mariage avec Jean le Maczon[6] II, seigneur d'Auvers, de Foulletorte, veuf de Jeanne le Clerc, mère d'Olivier le Maczon, dont il sera parlé ci-après ; Andrée, demeurée veuve sans enfants, donna tous ses meubles et acquests à Benoiste de Brée, sa nièce, ainsi que nous le remarquerons ensuite.
7. Isabeau de Brée, partagée de la terre de la Marie, épousa Guillaume l'Enfant , chevalier seigneur de la Patrière et de Guillemette de Thubœuf.

## Source
- Abbé Angot, « Saint-Gervais et Saint-Protais de Brée, monographie paroissiale[7]. », 1884 [8]